# Vonselbsterwerb
Vonselbsterwerb bedeutet, dass mit dem Tod des Erblassers die Erbschaft dem Erben unmittelbar von selbst anfällt. Es kommt weder auf die Kenntnis des Erben an, noch auf irgendeine diesbezügliche Handlung des Erben oder eines Dritten, § 1922 Abs. 1 BGB. So kann man Erbe auch gegen den eigenen Willen werden. Ebenso wenig ist das Handeln einer Behörde, wie zum Beispiel eines Gerichts oder eines Notars, notwendig. Der Erwerb tritt mit dem Todeszeitpunkt automatisch von Gesetzes wegen ein.
Der Vonselbsterwerb ist ein Charakteristikum des deutschen und des schweizerischen Erbrechts. Es vermeidet herrenlose, „ruhende“ Nachlässe, also die hereditas iacens, die beispielsweise in der österreichischen Rechtsordnung mit dem Verlassenschaftsverfahren eintritt, das mit der Einantwortung abgeschlossen wird, worauf die Erbschaft auf den Erben übergeht. Hierbei handelt es sich um das Antrittserwerb.
Auch das deutsche Recht ermöglicht es aber dem Erben, die Erbschaft auszuschlagen (§ 1942 Abs. 1 BGB); in diesem Fall wird der Anfall des Nachlasses als nicht erfolgt fingiert und der Vonselbsterwerb tritt rückwirkend bei demjenigen ein, der Erbe gewesen wäre, wenn der Ausschlagende nicht gelebt hätte, § 1953 BGB.
Der Vonselbsterwerb ist nicht identisch mit der Gesamtrechtsnachfolge (Universalsukzession), obwohl beide Grundsätze in § 1922 BGB geregelt sind. Geht es beim Vonselbsterwerb um die Art des Erwerbes, regelt der Grundsatz der Gesamtrechtsnachfolge seinen Umfang.